# Ronnie Bowlby
Ronald Oliver Bowlby (* 16. August 1926; † 21. Dezember 2019) war ein britischer anglikanischer Geistlicher.

## Biografie
Bowlby absolvierte eine Schulausbildung am Eton College und am Trinity College, Oxford. Nach seiner Ordination zum anglikanischen Priester war er zuerst als Kurat an der Kirchgemeinde von St. Luke's, in Pallion, Sunderland tätig. Anschließend wirkte er als Priester in Gemeinde St. Aidan, Billingham und Kurat in Croydon bis zu seiner Erhebung ins Bischofsamt.
Bowlby war von 1972 bis 1980 Bischof von Newcastle und Bischof von Southwark von 1980 bis 1991. Bowlby gehörte in seiner Eigenschaft als Bischof von Newcastle und als Bischof von Southwark von 1976 bis zu seinem Ruhestand 1991 als Geistlicher Lord dem House of Lords offiziell an.